# Basilika St. Hermes

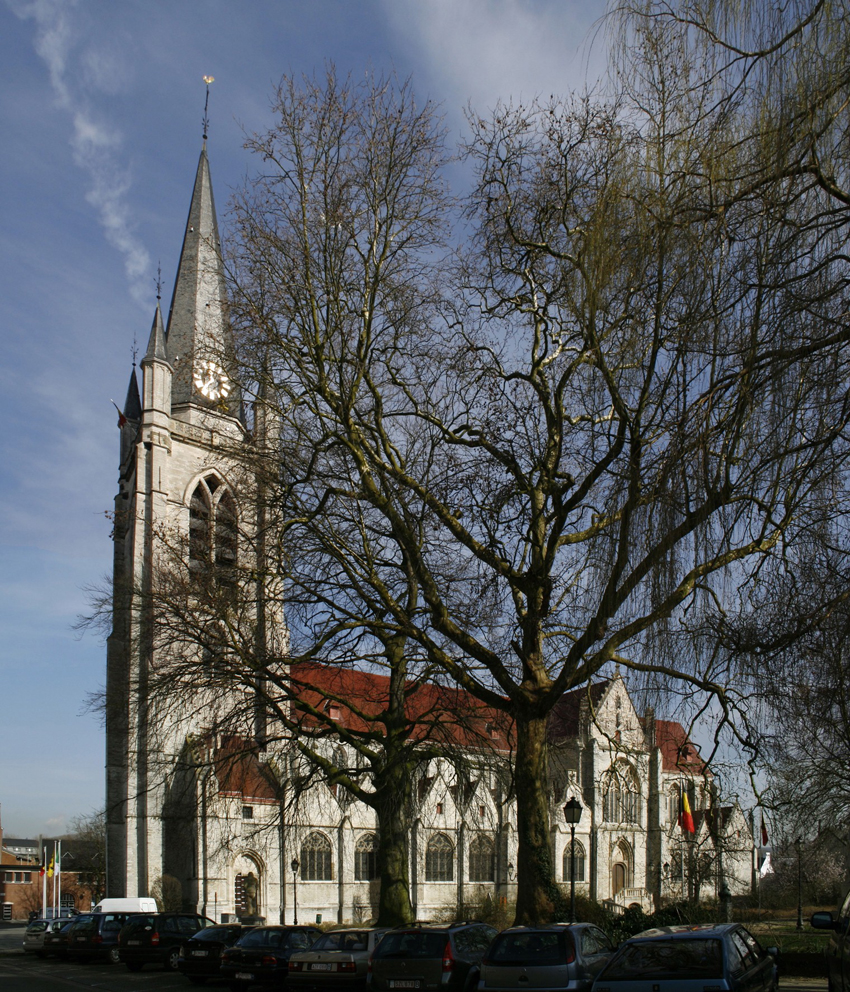
Außenansicht der Kirche

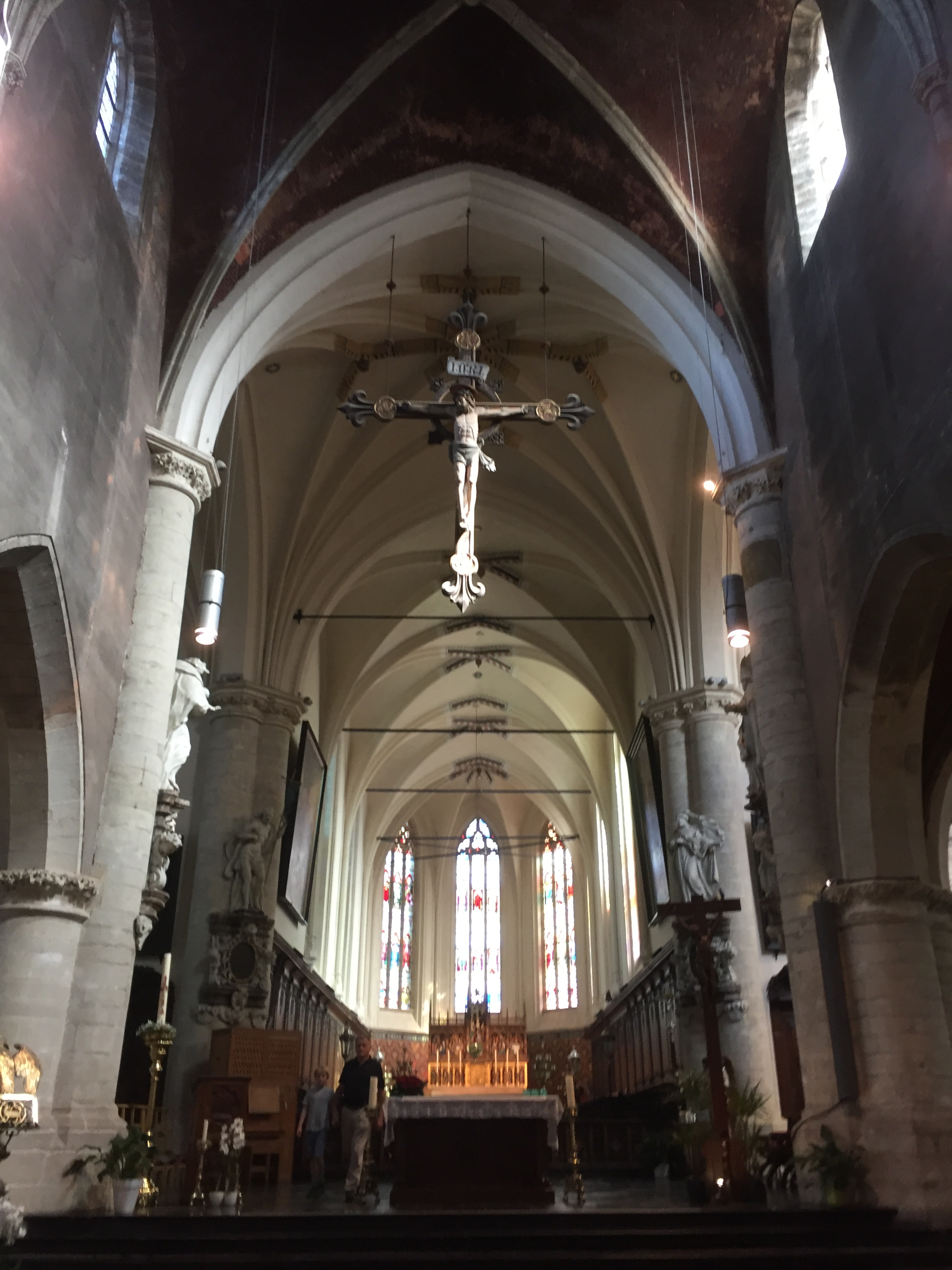
Chor der Basilika

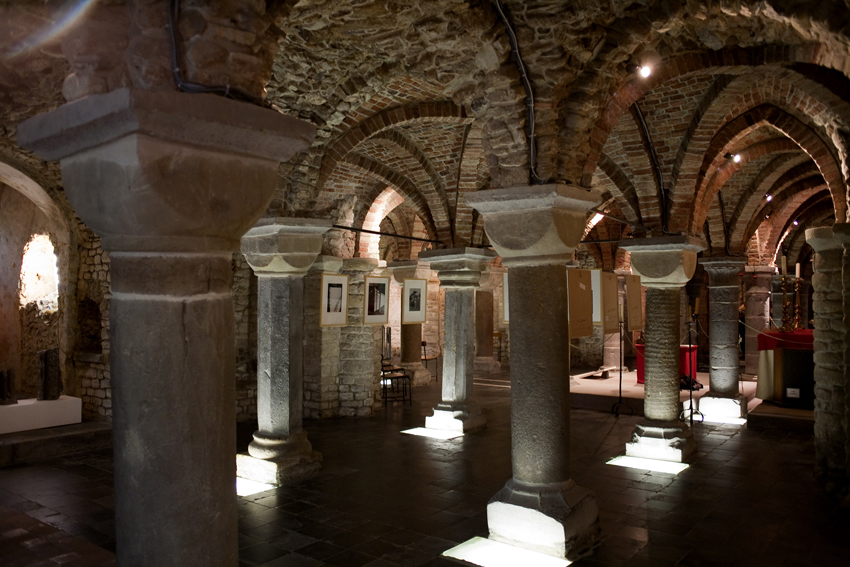
Krypta St. Hermes

Die Basilika St. Hermes (niederländisch Sint-Hermesbasiliek) ist eine römisch-katholische Kirche in Ronse in Belgien. Die Wallfahrtskirche des Bistums Gent ist dem hl. Hermes geweiht und trägt den Titel einer Basilica minor. Sie steht als Monument unter Denkmalschutz und ist bekannt für ihre Krypta. Ziel der Wallfahrt ist der Reliquienschrein aus dem Jahr 1584 mit Stickereien aus dem Jahr 1637. Der hl. Hermes wird für die Heilung psychisch Kranker verehrt.

## Geschichte
Um die ehemalige Stiftskirche finden sich erste christliche Spuren aus Merowingerzeit, aus der Karolingerzeit wurden unter der Krypta Kirchenfundamente aus dem 9. Jahrhundert entdeckt. Nach der Ankunft der Reliquien des römischen Märtyrers St. Hermes am 6. Juli 860 entwickelte sich die Wallfahrt nach Ronse. Weitere Reliquien von Cornelius, Cyprian und Celestinus wurden erworben. Nach der Zerstörung des Klosters durch die Normannen 880-81 wurde um die Mitte des 10. Jahrhunderts vermutlich ein neues Kloster errichtet. Vorromanische Fundamente werden auf etwa 940 datiert. Für die Wallfahrten wurde 1089 die romanische Stiftskirche mit einer Krypta fertiggestellt. Eine Kreuzbasilika mit Vierungsturm wurde 1129 geweiht. Der Turm brach mit großen Schäden 1267 ein. Nach Kriegszerstörungen und dem Stadtbrand 1424 wurde bis 1456 der massive Westturm unter Beibehaltung der beiden romanischen Türme errichtet. Umbauten und Erweiterungen der Kirchenschiffe folgten bis 1526, als eine neue Weihe erfolgte.
In der zweiten Hälfte des 16. Jahrhunderts erfolgten Schäden durch den Stadtbrand von 1559, Ikonoklasmen 1566 und die calvinistischen Plünderungen zwischen 1578 und 1582. Instandsetzungen folgten in der ersten Hälfte des 17. Jahrhunderts mit neuen Gewölben und neuen Barockaltäre. Während der Kriege Ludwig XIV. litt die die Kirche sehr, die Krypta wurde etwa als Viehstall genutzt. Unter französischer Herrschaft wurde 1797 der Konvent aufgelöst und die geplünderte Stiftskirche 1803 zur Pfarrkirche.
Anfang des 19. Jahrhunderts wurden verschiedene Anpassungen und Reparaturen vorgenommen sowie Kanzel und Orgel erworben. In der zweiten Hälfte des 19. Jahrhunderts erfolgte die Fertigstellung des Turms im Jahr 1868 und eine drastische und homogenisierende Restaurierung des Kirchenschiffs und des Chores zu ihrem aktuellen brabantischen Charakter. Der neugotische Hochaltar mit polychromiertem Holzaltar stammt aus dem Jahr 1890. Weitere Restaurierungen teilweise mit Ausgrabungen folgten bis zuletzt 1993 am Westportal.
Die Kirche wurde 1936 unter Denkmalschutz gestellt. Papst Franziskus erhob die Kirche 2018 zur Basilica minor, am 2. Februar 2019 erfolgte die feierliche Verkündigung während eines Pontifikalamtes.

## Beschreibung

### Gebäude
Die Basilika St. Hermes ist in ihrer heutigen Form ein spätgotischer Bau aus Sandstein von etwa 74 Metern Länge. Das dreischiffige Langhaus aus der zweiten Hälfte des 15. Jahrhunderts wird durch ein Querschiff etwa in der Mitte der Gebäudelänge vom Chor (1511–1526) getrennt.

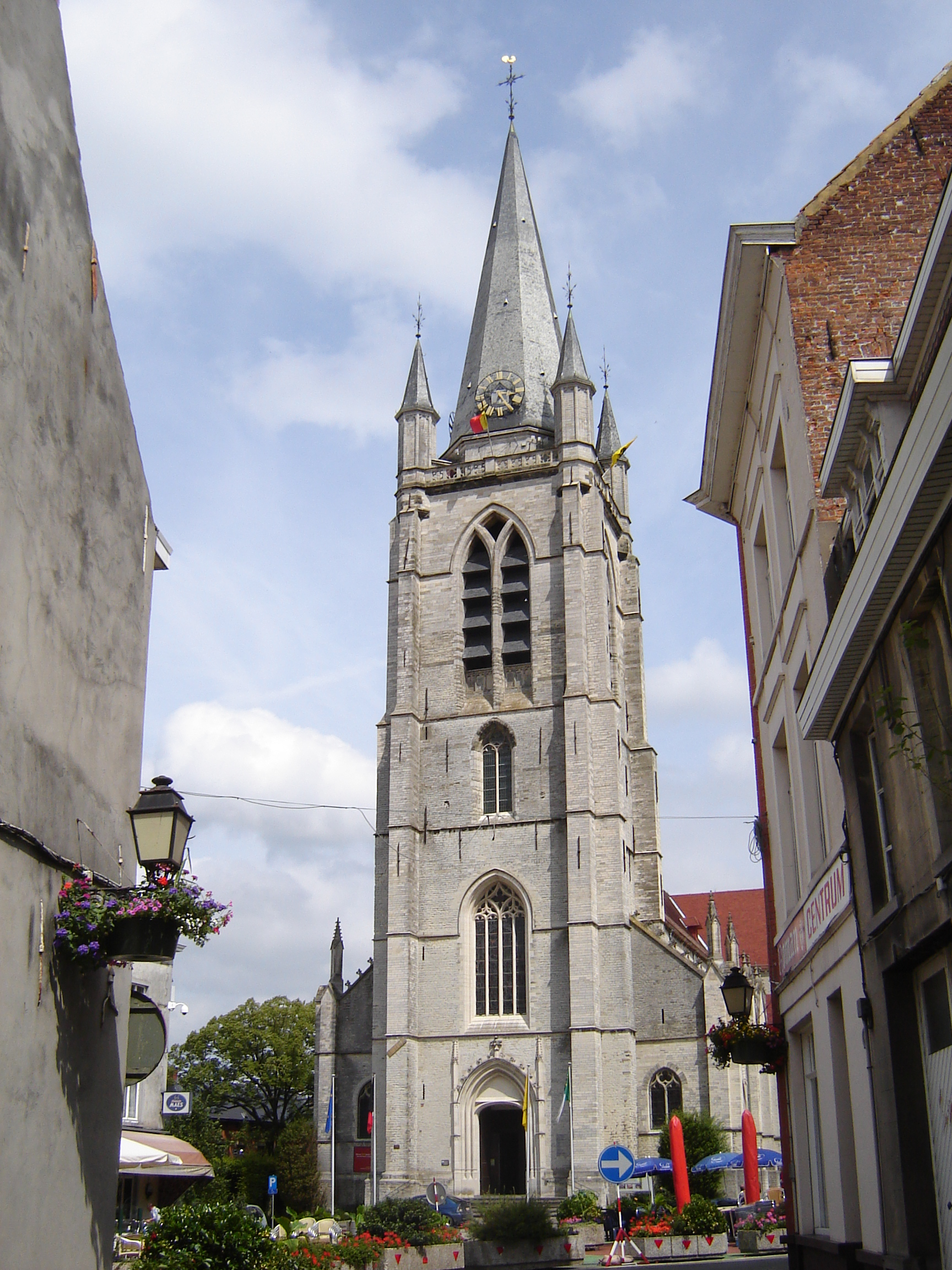
Turm der Basilika

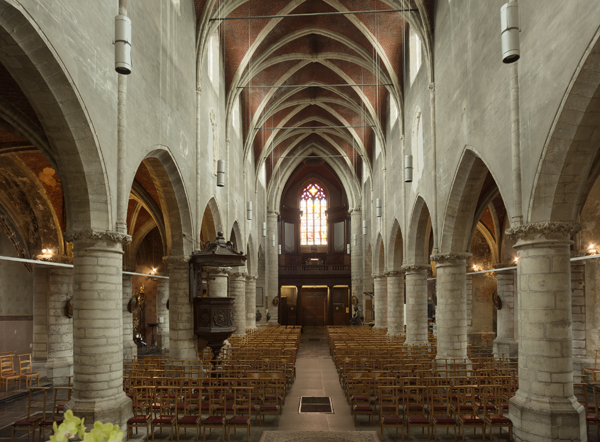
Blick zur Empore und dem Westfenster zwischen der Orgel

### Turm und Glocken
Der 79 Meter hohe Kirchturm von 1426 auf quadratischem Grundriss ist so breit wie das Mittelschiff der Kirche. Über dem Glockengeschoss geht er über in einen achtseitigen Spitzhelm aus dem Jahr 1897, um den es einen Umgang gibt, der Aussicht auf  die Stadt und in die Umgebung, bei klarer Sicht bis nach Frankreich bietet. Bis zu dieser Höhe von 63 Metern kann der Turm über 208 Stufen bestiegen werden. Schon nach 128 Stufen erreicht man die Glockenstube mit 49 Glocken eines Carillons aus Bronze, das insgesamt ein Gewicht von 12 Tonnen hat. Daneben befinden sich hier auch vier Läuteglocken: die Paulaglocke mit einem Gewicht von 2355 kg, die Salvatorglocke (1806 kg), die Mariaglocke (1250 kg) und die Hermesglocke (981 kg).

### Orgeln
Die Orgel wurde 1896 von dem belgischen Orgelbauer Pierre Schyven  auf der Empore im hinteren Teil der Kirche eingebaut. 1912 wurde das Instrument umgebaut mit dem Ziel, das Westfenster, das 1911 eine Buntglasfüllung erhalten hatte, frei zu bekommen. Das Instrument verfügt über 27 Register auf zwei Manualen und Pedal.
1978 erhielt die Kirche zusätzlich eine kleine Chororgel des belgischen Orgelbauers Patrick Collon mit lediglich drei Registern.